# Victoriana Mejía Marulanda
María Dora Victoriana Mejía Marulanda född den 23 april 1943 var Colombias ambassadör till Sverige 2011-2015. Hon har tidigare varit ambassadör i Tyskland och har varit första sekreterare vid ambassaden i Bryssel 1994-1997 då hon fick konsulstitel, som hon höll i ett år. Hon har suttit i kongressen, i såväl deputeradkammaren som senaten.

## Ambassadör
Mejía utnämndes av Juan Manuel Santos och erhöll sina kreditivbrev från kung Carl XVI Gustaf i oktober 2011.

## Privatliv
María Dora Victoriana Mejía Marulanda är gift med John P. R. Kriendler. De har en dotter vid namn Sara, född 1983.

### Fotnoter
1. ↑  ”Hoja de Vida: Victoriana Mejía Marulanda / Curriculum Vitae: Victoriana Mejía Marulanda” (på spanska). Colombias utrikesdepartement. 22 juli 2011. http://www.cancilleria.gov.co/wps/wcm/connect/8bd8958047b02139909d9e762f949a48/MARIA+DORA+VICTORIANA+MEJIA+MARULANDA.pdf?MOD=AJPERES. Läst 9 augusti 2011.[död länk]